# الجنوب الصلب
الجنوب الصلب هو مصطلح يصف الدعم الانتخابي القوي من قبل ولايات الجنوب الأمريكي لمرشحي الحزب الديموقراطي من عام 1877 (نهاية فترة التعمير) إلى 1964 (تمرير قانون الحقوق المدنية لعام 1964). خلال هذه الفترة، معظم المناصب السياسية المحلية أو على مستوى الولاية في الجنوب كانت تذهب للديموقراطيين، بالإضافة للسياسيين الفيدراليين الذين كانت ترسلهم المنطقة إلى العاصمة واشنطن. الانعدام الظاهري لوجود الحزب الجمهوري في المنطقة كان يعني أن المنتصر في انتخابات الحزب الديموقراطي التميهدية كان يعتبر فعليا هو المنتصر بالمنصب.

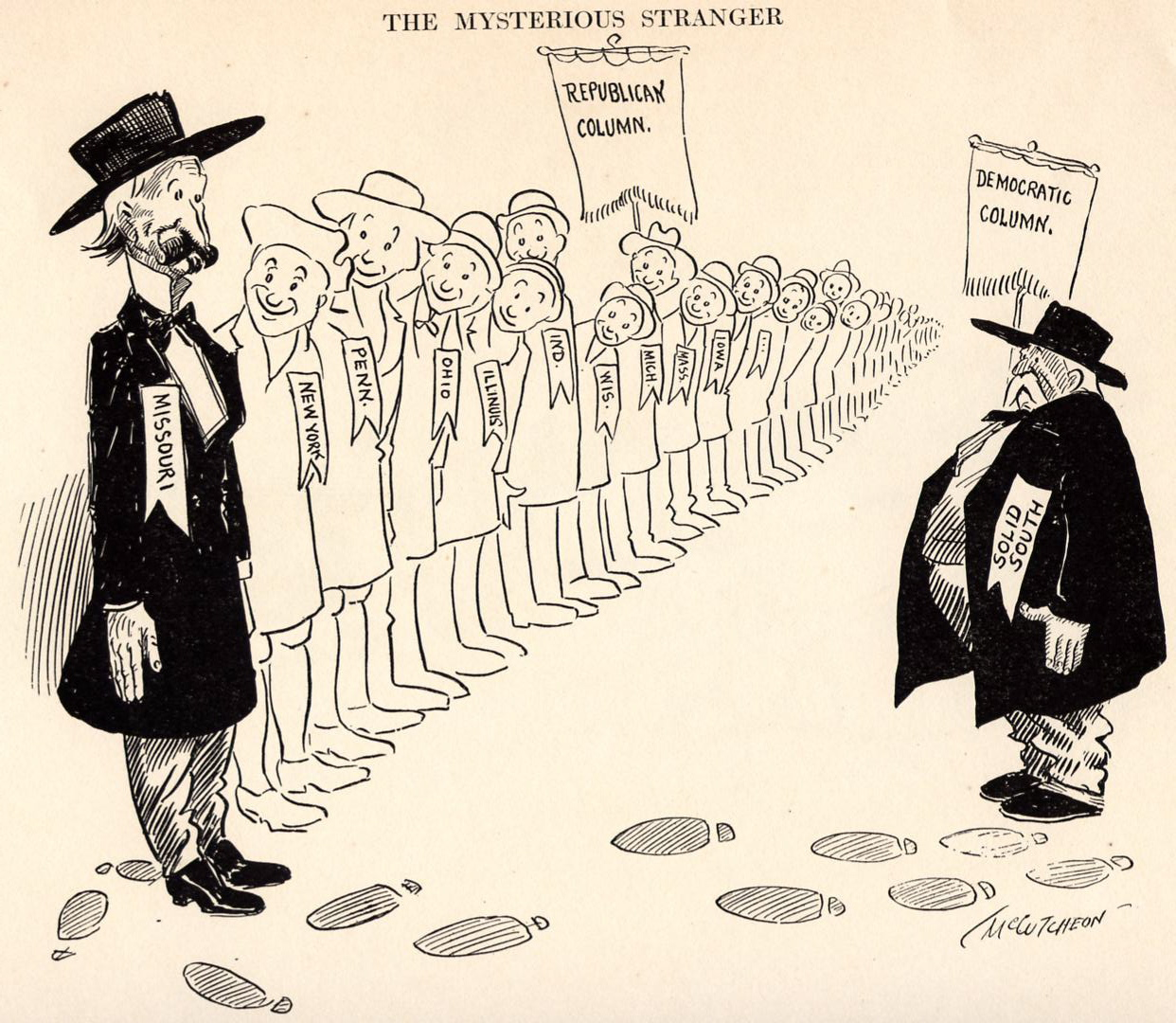
أولى الانهيارات في الجنوب الصلب، ولاية ميزوري تصوت لصالح الجمهوري تيودور روزفلت في انتخابات 1904 (كاريكتير جون تي مكتشون)

هيمنة الديموقراطيين في الجنوب نشأت بسبب عداوة العديد من البيض لموقف الحزب الجمهوري المساند للحقوق السياسية للسود خلال فترة التعمير، بالإضافة لسياسات الحزب الجمهوري الاقتصادية مثل الرسوم التجارية العالية واستمرار دعم سياسة غطاء الذهب، وكان ينظر لكلي السياستين على أنهما تفيدان الشمال الصناعي على حساب الجنوب المعتمد على الزراعة في القرن التاسع عشر. ساهم في استمرار هذه الهيمنة، موقف الحزب الديموقراطي الداعم لقوانين جيم كرو للفصل العنصري.
انتصر الديموقراطيون بفارق كبير في المنطقة في كل انتخابات رئاسية منذ 1876 إلى 1948، باستثناء عام 1928 عندما قام الكاثوليكي من نيويورك آل سميث بترشيح نفسه للرئاسة باسم الحزب الديموقراطي، حتى في هذه الانتخابات. منح الجنوب المنقسم على نفسه آل سميث ثلاثة أرباع أصوات المجمع الانتخابي. ابتداء من 1948، تسبب دعم الحزب الديموقراطي لحركة الحقوق المدنية في تخفيض كبير لدعم الجنوبيين للديموقراطيين، وأعطى الفرصة للحزب الجمهوري لتحقيق مكاسب في الجنوب. في 1968، كان لما عرف بـ الاستراتيجية الجنوبية للرئيس نيكسون دور في تمكين الحزب الجمهوري من اكتساح الجنوب على مستوى الانتخابات الرئاسية، لكن ليس على المستوى المحلي. استمر الجنوب في انتخاب الديموقراطيين للكونجرس بأغلبية كبيرة إلى أن حدث ما عرف بـ الثورة الجمهورية في 1994. يعتبر الجنوب اليوم معقلا للحزب الجمهوري على كل الأصعدة فوق الصعيد المحلي، حيث يملك الجمهوريون بعد 2010 أغلبية في كل الولايات الجنوبية باستثناء أركنساس وكنتاكي. أشار خبراء سياسيون إلى تزايد تأثير القيم الجنوبية على السياسة على المستوى الوطني بعد انهيار الجنوب الصلب.

## انقسام الحزب الديموقراطي بسبب حركة الحقوق المدنية

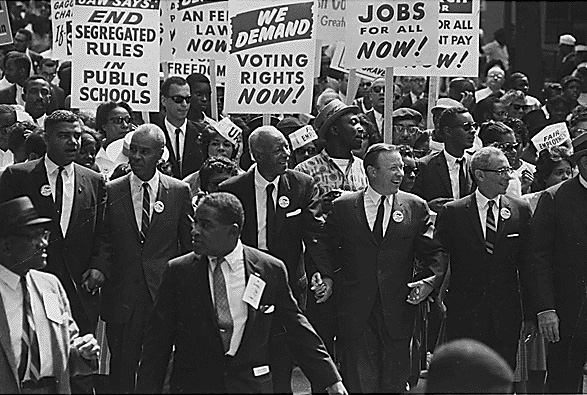
تسببت حركة الحقوق المدنية في إحداث تصدعات في الحزب الديموقراطي في الجنوب

يعرف الجنوب الصلب اليوم على أنه الولايات الإحدى عشر التي كانت تابعة لكونفدرالية الجنوب القديمة بالإضافة إلى ولايات: كنتاكي وأوكلاهوما وفيرجينيا الغربية. أدرجت ولاية ميزوري ضمن الجنوب الصلب الأصلي رغم أنها أصبحت تعتبر منذ بدايات القرن العشرين ولاية وسط-غربية، يعود ذلك بشكل كبير إلى أن التعداد الأمريكي أصبح يضمها إلى ولايات الوسط الغربي. شهدت فيرجينيا الغربية حرمان الكثير من التصويت بعد الحرب الأهلية، لذا سيطر الجهوريون على الولاية إلى عام 1872، عندما رُفع الحظر على مناصري الكونفدرالية السابقين. سيطر الديموقراطيون على الولاية لجيل كامل، وكتبوا دستورا جديدا، ومع حلول ثلاثينات القرن العشرين أصبحت الولاية تصنف مع الجنوب. لم تكن ولاية أوكلاهوما تصنف في الأصل من ضمن الجنوب الصلب حيث كانت أول مشاركة لها في الانتخابات الرئاسية في عام 1908، لكن تاريخ الولاية الانتخابي يشابه مثيله في الجنوب الصلب، حيث لم تبدأ بانتخاب الجمهوريين إلا بعد بداية عصر الحقوق المدنية في الأربعينات. يصنف التعداد الرسمي للولايات المتحدة ولايتي ماريلاند وديلاوير على أنهما جنوبيتان، لكن ماريلاند وحدها كانت تعتبر أحيانا ضمن الجنوب الصلب.
كان الجنوب الصلب قد بدأ بالتصدع منذ تسعينات القرن التاسع عشر. ساهمت حركة السياسي الديموقراطي وليام جيننغز بريان الشعبوية في انقسام الحزب الديموقراطي بين التقدميين والحرس القديم المحافظ. هذا الانقسام أتاح للمرشح الرئاسي الجمهوري ويليام مكينلي بالفوز بولاية كنتاكي بفارق 277 من مجموع 445,928 صوتا. فاز مكينلي أيضا بولاية ماريلاند بفارق 32,809 من مجموع 250,249 صوتا. في 1904، هجرت ولاية ميزوري الجنوب الصلب لتصوت لروزفلت، بينما فاز الديموقراطي ألتون باركر بولاية ماريلاند في انتخابات مثيرة للجدل، تذكرنا بانتخابات فلوريدا في السباق الرئاسي لعام 2000. كانت انتخابات 1920 أشبه بتصويت شعبي على عصبة الأمم التي أنشأها الرئيس وودرو ويلسون. الميول الانعزالية في الجنوب فيما يخص العالم القديم أفادت الجمهوري وارين هاردنغ الذي انتصر في تينيسي وميزوري. بينما فاز الرئيس كوليدج بولايتي كنتاكي وميزوري في انتخابات 1924. في عام 1928، استفاد الرئيس هوفر من التحيز ضد منافسه الكاثوليكي آل سميث، والذي كان ضد سياسة منع الكحول، حيث فاز هوفر بولايات: كنتاكيوميزوري وتينيسي. بالإضافة إلى فلوريدا وكارولاينا الشمالية وتكساس وفيرجينيا. انشقت ماريلاند للجمهوريين في العشرينات، ولم تعد للتصويت للديموقراطيين حتى انتصار فرانكلين روزفلت الساحق على الرئيس الجمهوري هيربرت هوفر في 1932.
بدا الجنوب «صلبا» مرة أخرى خلال فترة هيمنة فرانكلين روزفلت السياسية لكن عاود الانهيار مع الإدارة التي تلتها. تسبب دعم الرئيس ترومان والحزب الديموقراطي للحقوق المدنية في مؤتمر عام 1948 في خروج الكثير من الجنوبيين الديموقراطيين من المؤتمر، ليشكلوا لاحقا حزب حقوق الولايات الديموقراطي. لعب هذا الحزب المنشق دورا بارزا في انتخابات عام 1948، حيث فاز مرشحه ستورم ثرموند بولايات ألاباما ولويزيانا وميسيسيبي وكارولاينا الجنوبية. فاز الجمهوري دوايت آيزنهاور صاحب الشعبية في انتخابات عامي 1952 و1956 بعدة ولايات جنوبية، وبنتائج قوية خصوصا في الضواحي الجديدة. وفاز أيضا بولاية لويزيانا في 1956، مما جعله أول جمهوري يفوز بالولاية منذ فوز رذرفورد هايز في 1876. لكن بقية ولايات الجنوب العميق بقيت معقلا لمنافس آيزنهاور، الديموقراطي آدلي ستيفنسون. شهدت انتخابات 1948 انشقاق ولاية ماريلاند الدائم من الجنوب الصلب، حيث أدى توسع الحكومة الفيدرالية إلى انفجار سكاني في الولاية، غيره هويتها السياسية لتصبح ولاية شمال شرقية.
في انتخابات عام 1960، واصل المرشح الديموقراطي جون كينيدي التقليد المتبع لحزبه في اختيار نائب رئيس من الجنوب (في حالة كينيدي، وقع الاختيار على السيناتور ليندون جونسون من تكساس). ومع ذلك، كان كل من كينيدي ووجونسون يدعمان الحقوق المدنية. ففي أكتوبر 1960، أجرى كينيدي اتصالا هاتفيا متعاطفا مع كوريتا سكوت كنغ، عندما تعم اعتقال زوجها مارتن لوثر كينغ الابن في اعتصام سلمي في مدينة أتلانتا، بينما ساهم روبرت كينيدي (شقيق الرئيس، والمدعي العام) في إطلاق سراح كينغ، الذي أبدى تقديره لهذه المكالمة. وبالرغم من أن كينغ لم يظهر أي تأييد رسمي، إلا أن والده الذي كان قد أيد الجمهوري ريتشارد نيكسون سابقا، تحول إلى تأييد كينيدي.
بسبب هذا بالإضافة لأحداث أخرى، فقد الديموقراطيين دعم الناخبين البيض في الجنوب، كما فقد هولاء السيطرة على الحزب الديموقراطي الذي كان سابقا للبيض فقط في كثير من أنحاء الجنوب. كانت انتخابات 1960 هي الأولى التي يفوز فيها مرشح جمهوري بأصوات انتخابية في الجنوب لكن يخسر الانتخابات على المستوى الوطني. فاز نيكسون بأصوات ولايات فيرجينيا وتينيسي وفلوريدا، لكن كينيدي فاز بأصوات ولايتي ألاباما وميسيسيبي. أما قوائم أعضاء المجمع الانتخابي غير المتعهدين بمرشح معين، والذين كانوا يمثلون أنصار الفصل العنصري الديموقراطيين فقد صوتوا في المجمع الانتخابي لصالح هاري بيرد.
استمرت سياسات الحزبين الديموقراطي والجمهوري في التطور بشأن الحقوق المدنية في الفترة التي سبقت انتخابات 1964. المرشح الديموقراطي جونسون (الذي كان أصبح رئيسا بعد اغتيال كينيدي) لم يألٌ جهدا في تمرير قانون 19464 القوي للحقوق المدنية. بعد توقيع ذلك القانون التاريخي، علق جونسون لأحد مساعديه «أعتقد أننا سلمنا الجنوب للحزب الجمهوري لفترة طويلة قادمة». في المقابل، خصم جونسون الجمهوري، السيناتور باري غولدوتر من أريزونا صوت ضد قانون عام 1964 للحقوق المدنية معتقدا أن القانون يمنح الحكومة الفيدرالية سلطة أكبر من اللازم. (غولدوتر في الحقيقة كان داعما للحقوق المدنية، حيث صوت لقانوني الحقوق المدنية لعامي 1957 و1960 بالإضافة للتعديل الدستوري الرابع والعشرين والذي يمنع ضريبة الرأس. بالإضافة إلى أنه كان عضوا في الرابطة الوطنية للنهوض بالملونين).
انتصر جونسون في تلك الانتخابات انتصارا ساحقا، وعانى الجمهوريون من خسائر كبيرة في الكونغرس. لكن غولدوتر فاز بأصوات ولايات العمق الجنوبي: ألاباما وجورجيا وميسسيبي وكارولاينا الجنوبية. حيث قامت هذه الولايات لأول مرة منذ فترة التعمير بالتصويت للجمهوريين. والأهم هو أن غولدوتر فاز فقط في ولايات جنوبية كانت صوتت لنيكسون في 1960، بينما خسر كل الولايات التي فاز بها نيكسون، كان هذا انقلابا كاملا للنمط الانتخابي السابق. قبل عام 1956، كان الجنوب يقدم بشكل شبه دائم الفوز للمرشحين الديموقراطيين الذين يتحدون الرؤساء الجمهوريين الذين كانوا على رأس المنصب. لكن الآن منح الجنوب مرشحا جمهوريا أصواتا انتخابية ضد رئيس ديموقراطي ذو شعبية.

## «الاستراتيجية الجنوبية»: نهاية الجنوب الصلب

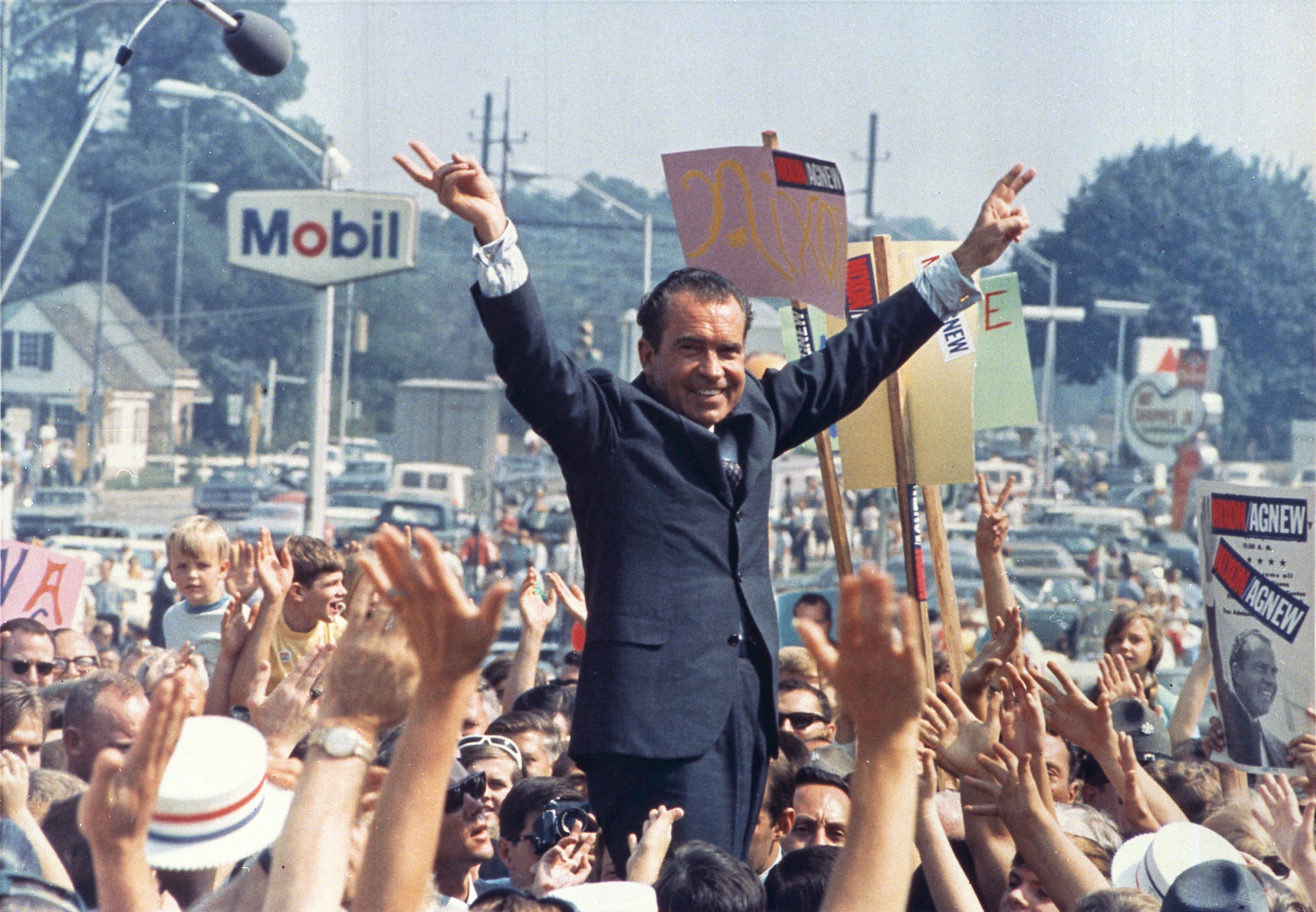
الرئيس نيكسون في حملته الانتخابية لعام 1968

لاحظ المرشح الجمهوري ريتشارد نيكسون هذا التغير في النمط الانتخابي واستغله لصالحه في انتخابات 1968 بمساعدة ما أسماه «الاستراتيجية الجنوبية». هذه الاستراتيجية الجديدة تقوم على محاولة التودد للجنوبيين البيض الذين كانوا أكثر محافظة من الحزب الديموقراطي الوطني. كان من نتائج هذه الاستراتيجية، أن خسر المرشح الديموقراطي هوبرت همفري في معظم ولايات الجنوب، حيث لم يفز إلا بولاية تكساس، بينما تقسمت بقية المنطقة بين نيكسون ومرشح الحزب الأمريكي المستقل جورج سي والس، حاكم ألاباما والذي حصل على شهرة واسعة بسبب معارضته دمج السود والبيض في الجامعات. فاز نيكسون على الصعيد الوطني بشكل حاسم في المجمع الانتخابي، رغم أنه حصل على أغلبية نسبية من الأصوات الشعبية.
بعد انتصار نيكسون الساحق في إعادة انتخابه في 1972، أعطى فوز الديموقراطي جيمي كارتر (حاكم ولاية جنوبي) بانتخابات 1976 سيطرة جديدة لكن قصيرة للديموقراطيين في الجنوب، حيث فاز بكل ولايات الكونفدرالية القديمة باستثناء فيرجينيا، والتي خسرها بهامش بسيط. لكنه فشل في إعادة انتخابه عام 1980 حيث فاز بولاية جنوبية واحدة وهي جورجيا التي كان حاكما لها سابقا. كان عام 1976 هو آخر عام فاز فيه مرشح ديموقراطي رئاسي بأغلبية من الأصوات الجنوبية. فاز الجمهوريون بكل أصوات المنطقة الانتخابية في انتخابات عامي 1984 و1988.
قام الخبير في العلوم السياسية لاري ساباتو بدراسة بروز سياسة الحزبين في جنوب الولايات المتحدة، وبالذات من خلال كتابه انتخابات الحزب الديموقراطي في فيرجينيا: لم يعد الفوز بها ضامنا للمنصب.
في 1992 و1996، كان المرشح الرئاسي ونائبه جنوبيان (بيل كلنتون وآل غور)، تقاسم الجمهوريون والديموقراطيين الأصوات في المنطقة. في كلتي الانتخابات، فاز كلنتون بولايات أركنساس ولويزيانا وكنتاكي وتينيسي بينما فاز الجمهوريون بولايات تكساس وألاباما وكارولاينا الشمالية وكارولاينا الجنوبية وفيرجينيا. كما فاز بيل كلنتون بولاية جورجيا في انتخابات 1992 لكنه خسرها لصالح بوب دول في 1996. وعلى العكس من ذلك، خسر كلنتون فلوريدا في 1992 لصالح جورج بوش الأب، لكنه فاز بها في 1996.
لكن في انتخابات عام 2000، لم يفز الديموقراطي آل غور بأي ولاية جنوبية، فقد خسر حتى ولايته تينيسي لكن التنافس على عدد الأصوات الشعبية في ولاية فلوريدا كان شديدا للغاية، لكن جورج بوش الابن انتصر بها في النهاية. امتد هذا النمط الانتخابي إلى عام 2004، لم يفز المرشح الديموقراطي جون كيري ونائبه جون ادواردز بأي ولاية جنوبية برغم من كون ادواردز من كارولاينا الشمالية ومن مواليد كارولاينا الجنوبية.
في الوقت الذي انتقلت فيه الولايات الجنوبية لجعبة الجمهوررين، كانت ولايات الشمال الشرقي تنتقل بالاتجاه المعاكس. حسب تعداد الولايات المتحدة الرسمي، فإن ولايات الشمال الشرقي هي بنسلفينيا ونيوجيرسي ونيويورك وولايات منطقة نيو إنجلاند. لكن من الناحية السياسية، فالشمال الشرقي يضم أيضا ولايتي ماريلاند وديلاوير، كان الشمال الشرقي معقلا للجمهوريين حتى بدايات القرن العشرين وحصل الحزب الديموقراطي على عدة مكاسب هناك، لكن في أعوام 1992 و1996 و2004 و2008 كانت كل ولايات الشمال الشرقي الإحدى عشر صوتت لصالح الديموقراطيين.

## «الاستراتيجية الجنوبية» اليوم
يملك الجنوب اليوم خليطا من الديموقراطيين والجمهوريين في المناصب السياسية (أعضاء مجلس الشيوخ وأعضاء مجلس النواب، وحكام الولايات). لكن في الانتخابات الرئاسية، يعد الجنوب معقلا للجمهوريين. اجتاح الجمهوريون انتخابات 2010 النصفية في الجنوب، حيث أعيد انتخاب كل سيناتور جمهوري وإضافة سيناتورين جدد، ماركو روبيو من فلوريدا وراند بول من كنتاكي. أما في في مجلس النواب، فقد أعيد انتخاب كل عضو جمهوري باسثتناء جوزيف كاو من نيو اورلينز وحرم عدة أعضاء ديموقراطيين من إعادة انتخابهم. الجمهوريون هم الأكثرية الآن في كل وفود الكونغرس التابعة لأي ولاية جنوبية. كل ولاية جنوبية باستثناء أركنساس رشحت أو أعادت ترشيح جمهوريين كحكام للولايات. حتى في أركنساس، فاز الحزب الجمهوري بثلاثة من ستة مناصب منخفضة المستوى لم يكونوا يتنافسون عليها في السنوات القليلة الماضية، كما أن تمثيل الحزب الجمهوري في مجلس شيوخ الولاية ارتفع من 8 إلى 15 من بين 35 مقعدا، وارتفع في مجلس نواب الولاية من 28 إلى 44 من بين 100 مقعد. سيطر الجمهوريون أيضا على مجلسي ولاية الولاية التشريعيين في كل من ولايتي ألاباما وكارولاينا الشمالية لأول مرة منذ فترة إعادة التعمير. يرى معظم المحللين أن ما يسمى بـ «الاستراتيجية الجنوبية» للحزب الجمهوري والتي عمل بها منذ الستينات قد اكتملت الآن، حيث يسيطر الجمهوريون بشكل شبه كامل على المناصب السياسية في الجنوب.